# AGM-158C LRASM

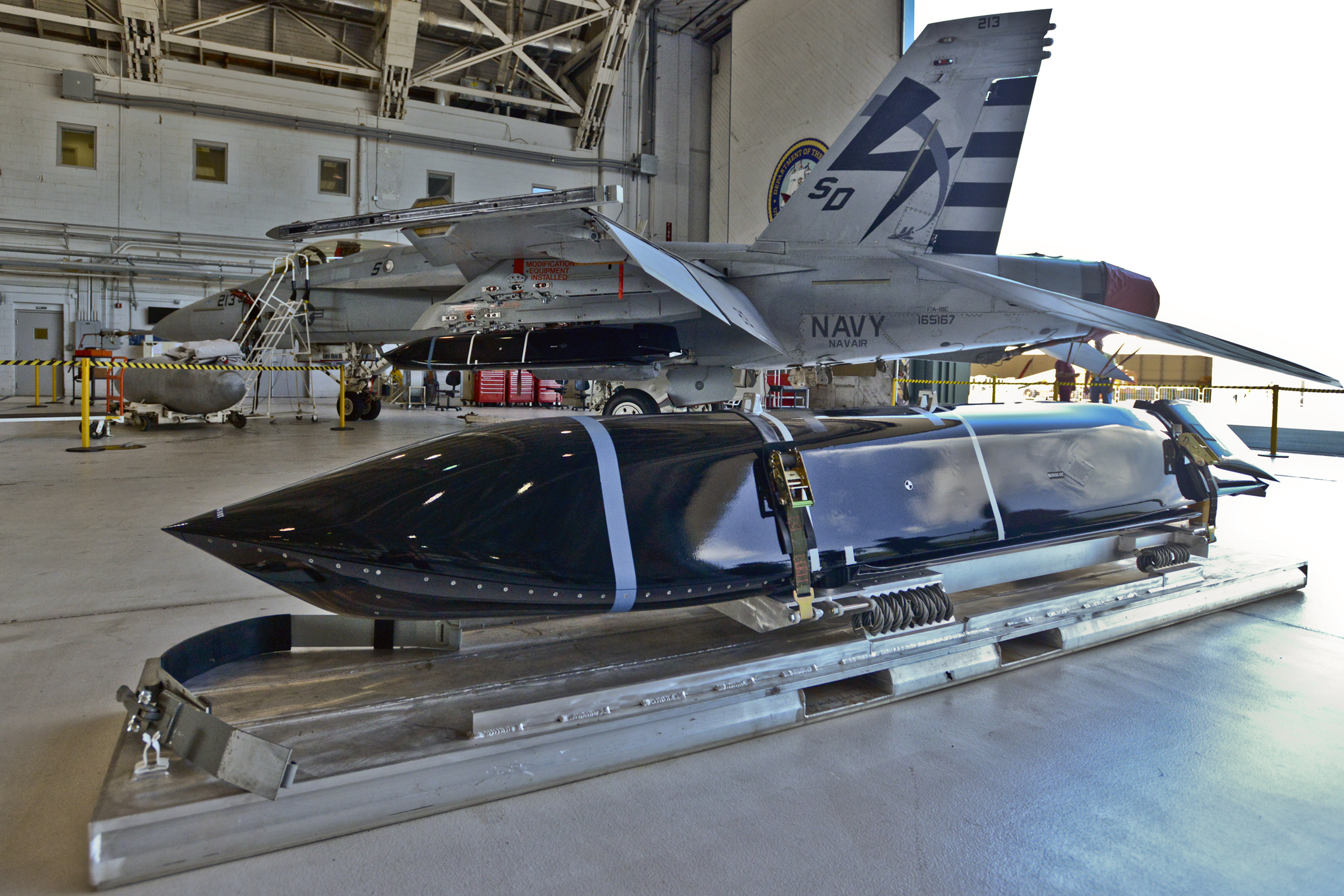
Střela LRASM

AGM-158C LRASM (Long Range Anti-Ship Missile) je autonomní podzvuková protilodní střela vyvíjená pro námořnictvo Spojených států amerických výzkumnou agenturou DARPA jako náhrada za střely Boeing Harpoon. Letové zkoušky střel byly plánovány na roky 2013–2014. Úspěšně byly zakončeny v únoru 2015. Předpokládá se, že letecká verze střely vstoupí do služby roku 2016 a námořní roku 2018.
V srpnu 2015 bylo letecké střele LRASM americkým námořnictvem přiděleno oficiální označení AGM-158C.

## Vývoj

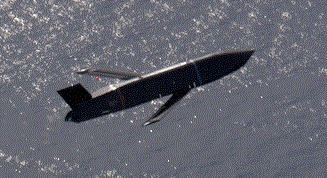
LRASM během letu.

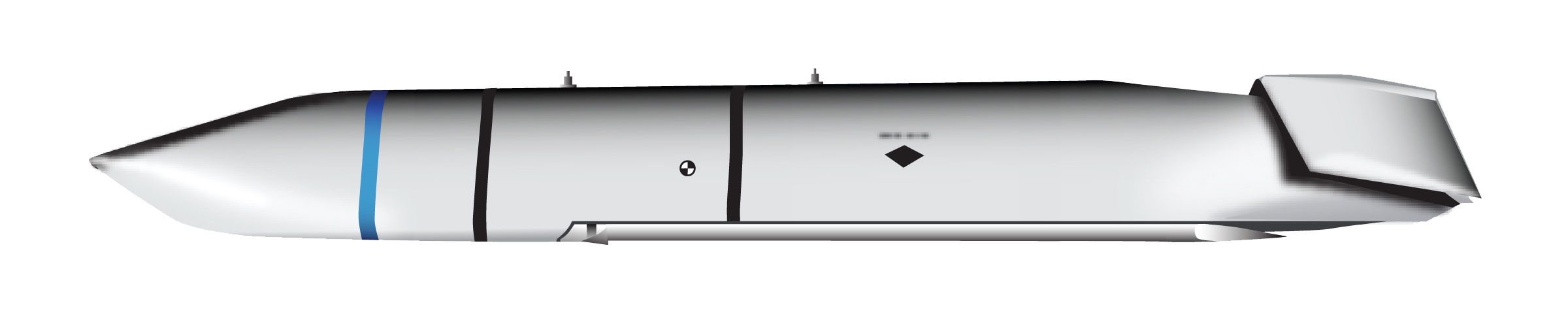
Střela LRASM vychází z letecké protizemní střely JASSM-ER

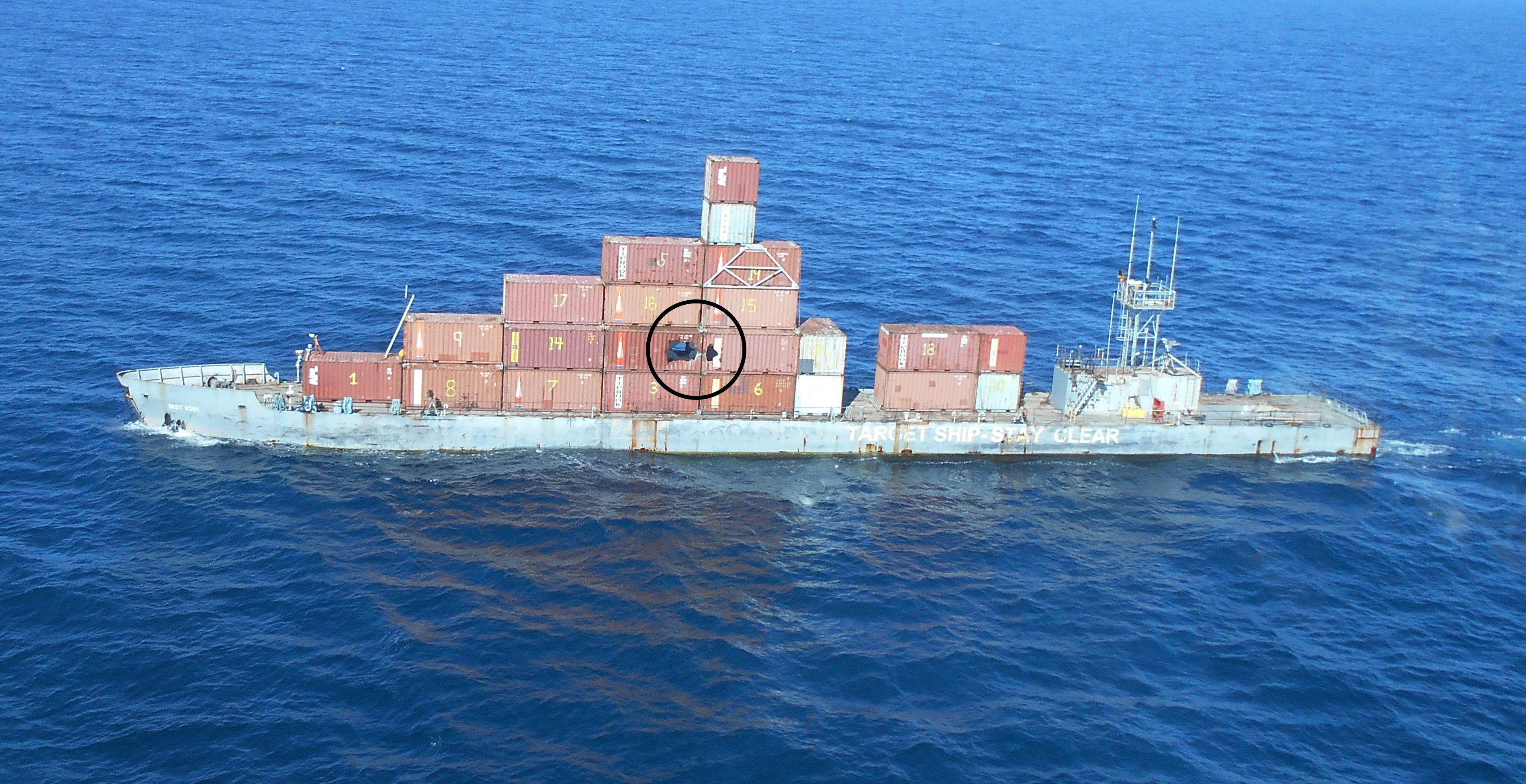
Cvičný cíl po zásahu prototypem střely LRASM

Vývoj střely LRASM probíhá od roku 2009. DARPA na něm spolupracuje s americkým námořnictvem. Hlavním kontraktorem projektu je společnost Lockheed Martin. Cílem je vytvořit střelu dlouhého doletu schopnou pronikání nepřátelskou obranou za každého počasí a napadání hladinových i pozemních cílů v podmínkách silného rušení. Původní plány počítaly s vývojem dvou různých střel – podzvukové stealth střely LRASM-A s proudovým motorem a nadzvukové LRASM-B s kombinovaným raketovým a náporovým motorem (podobnou koncepci má například rusko-indický BrahMos). V lednu 2012 však byl vývoj střely LRASM-B zrušen a dále pokračují jen práce na verzi LRASM-A. Ta konstrukčně vychází z letecké protizemní střely AGM-158B JASSM-ER.
Oproti střele JASSM má LRASM především novou navádecí hlavici (fungující v pasivním i aktivním režimu) a zesílenou konstrukci, umožňující její odpalování z vertikálních vypouštěcích sil Mk 41 na palubách lodí. Zavedena ovšem bude i verze nesená letadly (plánovaná je integrace do typů B-1B, B-2, B-52, F-15, F-16, F/A-18, F-35 a P-8). Bojová hlavice WDU-42/B má hmotnost 450 kg. Střelu pohání proudový motor Williams F107-WR-105. Střela dosahuje nejvyšší rychlosti přes 927 km/h a její dolet by měl přesahovat 370 km.
Společnost Lockheed Martin pro střelu vyvíjí čtyřnásobné odpalovací zařízení, které by bylo možné umístit na palubu lodí jako v případě staršího typu Harpoon. Tím by střela mohla být využita v rámci nového konceptu amerického námořnictva „Distributed Lethality“ (zvýšení počtu protilodních střel na palubách amerických válečných lodí).
V červenci 2017 byla americkými ozbrojenými silami objednána sériová výroba střely LRASM. Objednáno bylo celkem 23 střel úvotní série Lot 1 tzv. nízkosériové počáteční výroby (LRIP - Low Rate Initial Production).